# Ouville-la-Rivière
Ouville-la-Rivière ist eine französische Gemeinde mit 461 Einwohnern (Stand 1. Januar 2022) im Département Seine-Maritime in der Region Normandie (vor 2016 Haute-Normandie). Sie gehört administrativ zum Arrondissement Dieppe und ist Teil des Kantons Dieppe-1 (bis 2015 Offranville). Die Einwohner werden Ouvillais genannt.

## Geografie
Ouville-la-Rivière liegt etwa elf Kilometer westsüdwestlich von Dieppe nahe der Alabasterküste des Ärmelkanals. Durch die Gemeinde fließt der Saâne. Umgeben wird Ouville-la-Rivière von den Nachbargemeinden Longueil im Norden und Nordwesten, Varengeville-sur-Mer im Norden und Nordosten, Offranville im Osten, Ambrumesnil im Süden sowie Saint-Denis-d’Aclon im Westen und Südwesten.

## Bevölkerungsentwicklung
| 1962                      | 1968 | 1975 | 1982 | 1990 | 1999 | 2006 | 2013 |
| ------------------------- | ---- | ---- | ---- | ---- | ---- | ---- | ---- |
| 674                       | 642  | 645  | 609  | 634  | 602  | 592  | 527  |
| Quelle: Cassini und INSEE |      |      |      |      |      |      |      |

## Sehenswürdigkeiten
- Kirche Saint-Gilles aus dem 11. Jahrhundert
- Schloss Tous les Mesnils aus dem 18. Jahrhundert
- Schloss Ouville
- Herrenhaus von Tessy aus dem Jahre 1582